# Les Cayes
Les Cayes (francouzská výslovnost [le kaj]) je město na Haiti s přibližně 125 000 obyvateli. Je správním střediskem  Jižního departementu. Nachází se na jižním pobřeží Tiburonského poloostrova 150 km od Port-au-Prince a ústí zde do moře řeka Ravine du Sud. 

## Historie
Španělé zde roku 1503 založili osadu Salvatierra de la Sabana, která v polovině šestnáctého století zpustla. Počátkem sedmnáctého století ji obnovili Francouzi z Compagnie de Saint-Domingue. Název města je odvozen od výrazu caye, označujícího nízký písečný ostrov. Z výslovnosti původního názvu Aux Cayes se podle jedné verze odvozuje zkratka O. k., odkazující na kvalitu zdejšího rumu. Město však bylo v minulosti opakovaně zasaženo hurikány, zemětřeseními a pirátskými nájezdy, což vedlo k poklesu jeho významu. 
V roce 1815 Les Cayes navštívil Simón Bolívar, aby zde získal zbraně pro svou armádu. Dne 6. prosince 1929 byly na předměstí Marchaterre povražděny desítky obyvatel demonstrujících proti americké okupaci Haiti. Rodákem z Les Cayes byl ornitolog John James Audubon.  

## Hospodářství
Hlavním produktem Les Cayes je olej z vetiverie ovsuchovité, používaný k výrobě voňavek. Ze zdejšího přístavu se také vyváží káva, cukrová třtina a bavlna. Dopravě slouží rovněž Antoine-Simonovo letiště. Sídlí zde vysoké školy American University of the Caribbean, Université publique du Sud aux Cayes a zemědělská fakulta Université Notre Dame d'Haïti. Významnou památkou je katedrála Nanebevzetí Panny Marie. Nedaleko města se nachází ostrov Île-à-Vache, který patří k hlavním turistickým oblastem Haiti.

## Sport
Ve městě sídlí prvoligové kluby FC Juventus des Cayes a America des Cayes.